# 만화대상
만화대상(일본어: マンガ大賞 만가다이쇼[*])은 일본 만화에서의 업적을 인정하는 일본의 만화상이다. 전년도에 단행본이 8권 이하로 출판된 만화 시리즈에 매년 수여된다. 만화대상은 새롭고 상대적으로 인정되지 않은 만화를 인정하고 이러한 작품을 새로운 독자들에게 홍보할 수 있는 플랫폼을 제공하기 위해 설립되었다. 이를 위해 상은 예술적인 우수성에 대한 엄격한 실력 평가가 아니라 "친구에게 추천하고 싶은" 만화를 인정하는 심사 기준을 활용한다.
이 상은 주로 매장 내 만화 코너를 관리하는 서점 직원 약 100명으로 구성된 "각계각층의 만화 애호가" 자원 봉사 그룹인 만화대상실행위원회가 수여한다. 만화가, 작가, 북 디자이너, 편집자 등 만화 산업에 직접 관련된 사람은 위원회에 참석할 수 없으며 이것은 만화대상을 일반적으로 특정 출판사에서 조직하고 회사 편집자가 투표하는 대부분의 다른 주요 만화상과 구별된다. 만화대상은 닛폰 방송의 뉴스 아나운서인 요시다 히사노리가 문학을 인정하는 유사한 구조의 상인 서점 대상과 동등한 만화상을 만들기 위해 설립했다.

## 수상 내역

### 2008년
만화대상
- 1위: 산

노미네이트
- 2위: 요츠바랑
- 3위: 바닷마을 다이어리
- 4위: 플라워 오브 라이프
- 5위: 너에게 닿기를
- 6위: 오오쿠
- 7위: 황국의 수호자
- 8위: 거침없이 한획
- 9위: 모야시몬
- 10위: 나츠메 우인장
- 11위: 해바라기 켄이치전설
- 12위: 어제 뭐 먹었어?

### 2009년
만화대상
- 1위: 치하야후루

노미네이트
- 2위: 우주형제
- 3위: 3월의 라이온
- 4위: 심야식당
- 5위: 청춘소년매거진
- 6위: 세인트 영맨
- 7위: 거침없이 한획
- 8위: 엄마는 텐파리스트
- 9위: 토리코
- 10위: 부르잖아요, 아자젤 씨

### 2010년
만화대상
- 1위: 테르마이 로마이

노미네이트
- 2위: 우주형제
- 3위: 바쿠만
- 4위: 아이 엠 어 히어로
- 5위: 남자의 일생
- 6위: 벌레와 노래
- 7위: 해파리 공주
- 8위: 모테키
- 9위: 고교야구선수 자와씨
- 10위: 아오이 호노오

### 2011년
만화대상
- 1위: 3월의 라이온

노미네이트
- 2위: 신부 이야기
- 3위: 아이 엠 어 히어로
- 4위: 하나 씨의 간단요리
- 5위: 실연 쇼콜라티에
- 6위: 안녕이란 말도 없이
- 7위: 진격의 거인
- 8위: 째깍째깍
- 9위: 순백의 소리
- 10위: 드리프터즈
- 11위: 돈 크라이 걸
- 12위: 주로 울고 있습니다

### 2012년
만화대상
- 1위: 은수저 Silver Spoon

노미네이트
- 2위: 기가 도쿄 토이박스
- 3위: 노부나가 콘체르토
- 4위: 쇼와 겐로쿠 라쿠고 신쥬
- 5위: 25시의 바캉스
- 6위: 드리프터즈
- 7위: 그라제니
- 8위: 아이 엠 어 히어로
- 9위: 외천루
- 10위: 다카스기가의 도시락
- 11위: 날마다 록
- 12위: 악의 꽃
- 13위: 4월은 너의 거짓말
- 14위: 호오즈키의 냉철
- 15위: 옆자리 세키군

### 2013년
만화대상
- 1위: 바닷마을 다이어리

노미네이트
- 공동 2위: 신부 이야기 / 볼룸에 오신 것을 환영합니다
- 4위: 하이스코어 걸
- 5위: 내 이야기
- 6위: 암살교실
- 7위: 쿠이 료코 작품집 : 용의 귀여운 일곱 아이
- 8위: 인간 가면중
- 9위: 테라포마스
- 10위: 산적 다이어리
- 11위: 우리들의 문화제

### 2014년
만화대상
- 1위: 신부 이야기

노미네이트
- 2위: 나만이 없는 거리
- 3위: 안녕 타마짱
- 4위: 일곱 개의 대죄
- 5위: 서랍의 테라리움
- 6위: 중쇄를 찍자!
- 7위: 원펀맨
- 8위: 아인
- 9위: 발버둥질 수족관
- 10위: 사카모토입니다만?

### 2015년
만화대상
- 1위: 그리고, 또 그리고

노미네이트
- 2위: 아이는 알아주지 않아
- 3위: 목소리의 형태
- 4위: 나만이 없는 거리
- 5위: 블루 자이언트
- 6위: 볼룸에 오신 것을 환영합니다
- 7위: 이노센트
- 8위: 나의 히어로 아카데미아
- 9위: 왕들의 바이킹
- 10위: 카사네
- 11위: 월간순정 노자키 군
- 12위: 마법사의 신부
- 13위: 보석의 나라
- 14위: 도미토리 토모킨스

### 2016년
만화대상
- 1위: 골든 카무이

노미네이트
- 2위: 던전밥
- 3위: 블루 자이언트
- 4위: 나만이 없는 거리
- 5위: 다다미 백만장 라비린스
- 6위: 파도여 들어다오
- 7위: 사랑은 비가 갠 뒤처럼
- 8위: 마치다군의 세계
- 9위: 도쿄 후회망상 아가씨
- 10위: 오카자키에게 바친다
- 11위: 돈카츠 DJ 아게타로

### 2017년
만화대상
- 1위: 히비키 ~소설가가 되는 방법~

노미네이트
- 2위: 금의 나라 물의 나라
- 3위: 던전밥
- 4위: 아오아시
- 5위: 파도여 들어다오
- 6위: 약속의 네버랜드
- 7위: 골든 골드
- 8위: 파이어 펀치
- 9위: 하이스코어 걸
- 10위: 장난을 잘 치는 타카기 양
- 11위: 나의 소년
- 12위: 도쿄 후회망상 아가씨
- 13위: 공정 드래곤즈

### 2018년
만화대상
- 1위: BEASTARS

노미네이트
- 2위: 우리들 콘택티
- 3위: 나기의 휴식
- 4위: 던전밥
- 5위: 불멸의 그대에게
- 6위: 런웨이에서 웃어줘
- 7위: 고깔모자의 아틀리에
- 8위: 메이드 인 어비스
- 9위: 영상연에는 손대지 마!
- 10위: 영화 너무 좋아 폼포 씨
- 11위: 약속의 네버랜드
- 12위: 골든골드

### 2019년
만화대상
- 1위: 저 너머의 아스트라

노미네이트
- 2위: 미스터리라 하지 말지어다
- 3위: 블루 피리어드
- 4위: 위국일기
- 5위: 서던과 혜성의 소녀
- 6위: 북북서로 구름과 함께 가라
- 7위: 콘고지씨는 귀찮아
- 8위: 툇마루에서 모든 게 달라졌다
- 9위: 하쿠메이와 미코치
- 10위: 나기의 휴식
- 11위: 던전밥
- 12위: 골든골드
- 13위: 1122

### 2020년
만화대상
- 1위: 블루 피리어드

노미네이트
- 2위: 스파이 패밀리
- 3위: 스킵과 로퍼
- 4위: 파도여 들어다오
- 5위: 물은 바다를 향해 흐른다
- 6위: 미스터리라 하지 말지어다
- 7위: 빠졌어, 너에게
- 8위: 체인소 맨
- 9위: 마쿠 무스비
- 10위: 위국일기
- 11위: 내 마음의 위험한 녀석
- 12위: 내일 죽기에는,

### 2021년
만화대상
- 1위: 장송의 프리렌

노미네이트
- 2위: 지. -지구의 운동에 대하여-
- 3위: 가라오케 가자!
- 4위: 물은 바다를 향해 흐른다
- 5위: 【최애의 아이】
- 6위: 괴수 8호
- 7위: 여학교의 별
- 8위: 툇마루에서 모든 게 달라졌다
- 9위: 구룡 제네릭 로맨스
- 10위: 스파이 패밀리

### 2022년
만화대상
- 1위: 다윈사변

노미네이트
- 2위: 룩 백
- 3위: 매일, 휴일
- 4위: 여학교의 별
- 5위: 지. -지구의 운동에 대하여-
- 6위: 트릴리온 게임
- 7위: 단다단
- 8위: 【최애의 아이】
- 9위: 바다를 달리는 엔딩 크레딧
- 10위: 자전거집 타카하시군

### 2023년
만화대상
- 1위: 이거 그리고 죽어

노미네이트
- 2위: 아카네 이야기
- 3위: 여학교의 별
- 3위: 정반대의 너와 나
- 5위: 천막의 자두가르
- 5위: 일본삼국
- 7위: 안녕 에리
- 8위: 슈퍼 뒤에서 담배피는 두 사람
- 9위: 극광가면
- 10위: 타코피의 원죄
- 11위: 히카루가 죽은 여름